# 神戸製菓専門学校
神戸製菓専門学校（こうべ せいか せんもんがっこう）は兵庫県神戸市中央区にあるパティシエ（洋菓子職人）、ブーランジェ（製パン職人）、和菓子職人を養成する専門学校。設置者は学校法人神戸滋慶学園。
全国的に珍しく1階には学校直営カフェ　cafe Bene!（カフェベーネ）を併設している。

## 沿革
- 2003年 - 開校[1]

## 学科
- 製菓本科（昼・2年制）
- スイーツ科（昼・1年制）
- 製パン本科（昼・1年制）
- お菓子専科（夜・1年制）